# 한국헌법학회
한국헌법학회(韓國憲法學會)는 대한민국의 헌법 연구를 위한 학술단체이다. 1994년부터 학술대회를 개최하고 있으며, 헌법학연구라는 학술지를 발행하고 있다.